# Gnorimus subcostatus
Gnorimus subcostatus är en skalbaggsart som beskrevs av Ménétriès 1832. Gnorimus subcostatus ingår i släktet Gnorimus och familjen Cetoniidae. Inga underarter finns listade i Catalogue of Life.